# الأزمة الفنزويلية 1902-1903
الأزمة الفنزويلية في فترة 1902-1903 هي عبارة عن حصار بحري فرضته المملكة المتحدة وألمانيا وإيطاليا على فنزويلا بين ديسمبر عام 1902 وفبراير عام 1903، وذلك بعد أن رفض الرئيس سيبريانو كاسترو سداد الديون الخارجية والأضرار التي عانى منها المواطنون الأوروبيون في فنزويلا أثناء الحروب الأهلية الأخيرة. إذ افترض الرئيس كاسترو أن مبدأ مونرو الأمريكي سيجعل الولايات المتحدة تمنع التدخل العسكري الأوروبي. لكن ثيودور روزفلت، الرئيس الأمريكي آنذاك، ووزارة الخارجية ارتأوا أن مبدأ مونرو يطبق فقط في حال استيلاء الأوروبيين على الأراضي، وليس للتدخل الأوروبي بحد ذاته.
وقفت الولايات المتحدة موقفًا محايدًا بشكل رسمي إثر الوعود التي حصلت عليها بشكل مسبق بعدم احتلال أيه أراضٍ، وسمحت للهجوم أن يبدأ دون اعتراض. عطل الحصار البحري الأسطول الفنزويلي بسرعة، لكن كاسترو رفض الاستسلام، وبدلًا من ذلك وافق من حيث المبدأ على تقديم بعض المطالبات للتحكيم الدولي، وهو ما كان يرفضه سابقًا. اعترضت ألمانيا في البداية على ذلك، بحجة أن فنزويلا يجب أن تقبل ببعض المطالبات دون اللجوء للتحكيم الدولي.
أجبر الرئيس روزفلت الألمان على التراجع عن طريق إرسال أسطوله الأكبر تحت قيادة الأدميرال جورج ديوي، وهدد بشن الحرب في حال نزل الألمان الأرض الفنزويلية. وبسبب فشل كاسترو في التراجع، بالإضافة إلى الضغط الأمريكي، وتزايد ردود الفعل السلبية البريطانية والأمريكية إعلاميًا حول هذه القضية، وافقت الدول المحاصرة على التوصل إلى تسوية، لكنها أبقت على حالة الحصار أثناء المفاوضات حول التفاصيل. أدى ذلك إلى توقيع اتفاقية في 13 فبراير 1903، ونتيجتها رفع الحصار عن فنزويلا والتزامها بتسديد نسبة 30% من الرسوم الجمركية لتسوية المطالبات.
عندما منحت محكمة التحكيم الدائمة في لاهاي فيما بعد معاملة تفضيلية للقوى المحاصرة ضد مطالبات الدول الأخرى، خشيت الولايات المتحدة أن يشجع ذلك التدخل الأوروبي في المستقبل. ساهمت هذه الحادثة في التعديل الذي أدخله روزفلت على مبدأ مونرو وسُمي «نتيجة روزفلت»، إذ أكد على حق الولايات المتحدة في التدخل لتحقيق الاستقرار في الشؤون الاقتصادية للدول الصغيرة في منطقة البحر الكاريبي وأمريكا الوسطى إذا لم تتمكن من سداد ديونها الدولية، وهذا لأجل منع التدخل الأوروبي من القيام بذلك.

## الخلفية
في مطلع القرن العشرين، سيطر التجار الألمان على قطاع الاستيراد والتصدير في فنزويلا وعلى النظام المصرفي غير الرسمي. لكن معظم هؤلاء التجار لم يكن لديهم تأثير يذكر في برلين. إذ كان أصحاب النفوذ والصلات هم الصناعيون والمصرفيون والأشخاص المرتبطون ببناء السكك الحديدية. عانى التجار الألمان خلال الاضطرابات الثورية في العقد الأخير من القرن التاسع عشر في فنزويلا، وأرسلوا «شكاوى متواصلة وتوسلات للحماية» إلى برلين. ساءت الأمور كثيرًا خلال الحرب الأهلية في فنزويلا وخاصةً عام 1892، ما أدى إلى وصول خواكين كريسبو إلى السلطة، ثم شهدت البلاد ستة أشهر من الفوضى مع عدم وجود حكومة فعالة، وعادت الحرب الأهلية في عام 1898 لتشهد مرة أخرى قروضًا قسرية ومصادرة منازل وممتلكات. في عام 1893 وافق مبعوثو فرنسا وإسبانيا وبلجيكا وألمانيا في كاراكاس على أن العمل المشترك هو أفضل طريق لتسوية المطالبات العالقة من الحرب الأهلية عام 1892، ولكن في حال حدوث ذلك ستكون التعويضات قد دفعت.
في حين أن الاستثمار الألماني في فنزويلا كان أقل بكثير منه في بلدان مثل الأرجنتين أو البرازيل، كانت شركة عائلة كروب للسكك الحديدة «غريت فنزويلا»، والتي تقدر قيمتها بـ 60 مليون مارك، «واحدة من أكثر المشاريع الألمانية الجنوبية الأمريكية قيمة»، وعلى الرغم من إعادة التفاوض بشأن شروط الامتياز في عام 1896، كانت المدفوعات غير منتظمة بعد عام 1897 وتوقفت في أغسطس 1901. بالإضافة إلى ذلك، سيبريانو كاسترو، وهو واحد من سلسلة من الكوديلو «الحكام المستبدين» الفنزويليين الذين استولوا على الرئاسة، أوقف دفع الديون الخارجية بعد الاستيلاء على كاراكاس في أكتوبر 1899. وقد كانت لدى بريطانيا شكاوى مماثلة، إذ كانت تمتلك جزءًا كبيرًا من الدين الفنزويلي البالغ نحو 15 مليون دولار، والذي حصلت عليه فنزويلا في عام 1881 ثم تخلفت عن سداده.
في يوليو 1901، حثت ألمانيا فنزويلا بشكل ودي على مواصلة التحكيم الدولي عن طريق محكمة التحكيم الدائمة في لاهاي. بين فبراير ويونيو 1902، أرسل الممثل البريطاني في فنزويلا إلى كاسترو سبع عشرة ملاحظة حول مخاوف الحكومة البريطانية، ولم يتلق ردًا على أي منها. إذ افترض الرئيس سيبريانو كاسترو أن مبدأ مونرو الأمريكي سيجعل الولايات المتحدة تمنع التدخل العسكري الأوروبي. لكن ثيودور روزفلت (الرئيس الأمريكي من سبتمبر 1901 إلى مارس 1909)، رأى أن مبدأ مونرو يطبق فقط في حال استيلاء الأوروبيين على الأراضي، وليس للتدخل الأوروبي بحد ذاته. كنائب للرئيس، في يوليو 1901، قال روزفلت «إذا أساء أي بلد من أمريكا الجنوبية التصرف تجاه أي بلد أوروبي، لندع ذاك البلد الأوروبي يصفعه»، وقد كرر هذا الرأي أمام الكونغرس في 3 ديسمبر 1901.